# Gérard Defaux
Gérard Defaux (* 9. Mai 1937 in Paris; † 31. Dezember 2004 ebenda) war ein US-amerikanischer Romanist und Literaturwissenschaftler französischer Herkunft.

## Leben und Werk
Defaux besuchte das Lycée Henri IV und studierte an der École normale supérieure. Er habilitierte sich 1967 bei V. L. Saulnier mit der Arbeit Pantagruel et les sophistes. Contribution à l'histoire de l'humanisme chrétien au XVIe siècle (Den Haag 1973) und lehrte von 1967 bis 1969  an der Trent University in Peterborough, Ontario, Canada, von 1969 bis 1979 am Bryn Mawr College, wo er zum Full Professor aufstieg, von 1979 bis 1981 an der Yale University und ab 1981  an der Johns Hopkins University. 

## Weitere Werke
- Molière ou les Métamorphoses du comique. De la comédie morale au triomphe de la folie, Lexington, Kentucky, 1980; Paris 1992
- Le curieux, le glorieux et la sagesse du monde dans la première moitié du XVIe siècle. L'exemple de Panurge : Ulysse, Démosthène, Empédocle, Lexington, Kentucky, 1982
- (Hrsg.) Montaigne. Essays in reading, New Haven 1983
- Marot, Rabelais, Montaigne. L'écriture comme présence, Paris 1987
- (Hrsg.) Clément Marot, Oeuvres poétiques complètes, 2 Bde., Paris 1990-1993
- (Übersetzer) Gloria Naylor, La colline aux tilleuls. Roman, Paris 1990
- (Hrsg. mit Jean Céard und Michel Simonin) François Rabelais, Les cinq livres, Paris 1994 (La Pochotèque)
- (Hrsg.) Clément Marot, Cinquante pseaumes de David mis en françoys, Paris 1995
- Le poète en son jardin. Etude sur Clément Marot et "L'adolescence clémentine", Paris 1996, 2006
- Rabelais agonistes. Du rieur au prophète. Etudes sur "Pantagruel", "Gargantua", "Le quart livre", Genf 1997
- (Hrsg. mit Michel Simonin) Clément Marot "Prince des poë̈tes françois" 1496-1996. Actes du colloque international de Cahors-en-Quercy, 21-25 mai 1996, Paris 1997, 2006
- (Hrsg.) La génération Marot. Poètes français et néo-latins, 1515-1550. Actes du colloque international de Baltimore, 5-7 décembre 1996 [organisé par l'université Johns Hopkins], Paris 1997, 2004
- (Hrsg. mit  Thierry Mantovani) Les deux recueils Jehan Marot de Caen, poëte et escripvain de la royne Anne de Bretagne, et depuis valet de chambre du treschretien roy François premier, Genf 1999
- Montaigne et le travail de l'amitié. Du lit de mort de La Boétie aux "Essais" de 1595, Orléans 2001
- (Hrsg.) Les fleurs de poesie françoyse, Hécatomphile, Paris 2002
- (Hrsg.) Lyon et l'illustration de la langue française à la Renaissance,  Lyon 2003 (Colloque organisé par l'École normale supérieure-Lettres et sciences humaines, Lyon, 6 décembre 2000)
- (Hrsg.) Maurice Scève, Délie. Object de plus haute vertu, 2 Bde., Genf 2004